# (8777) Torquata
(8777) Torquata ist ein Asteroid des mittleren Hauptgürtels, der am 16. Oktober 1977 von dem niederländischen Astronomenehepaar Cornelis Johannes van Houten und Ingrid van Houten-Groeneveld entdeckt wurde. Die Entdeckung geschah im Rahmen der 3. Trojaner-Durchmusterung, bei der von Tom Gehrels mit dem 120-cm-Oschin-Schmidt-Teleskop des Palomar-Observatoriums aufgenommene Feldplatten an der Universität Leiden durchmustert wurden, 17 Jahre nach Beginn des Palomar-Leiden-Surveys.
Mittlere Sonnenentfernung (große Halbachse), Exzentrizität und Neigung der Bahnebene von (8777) Torquata entsprechen grob der Dora-Familie, einer Gruppe von Asteroiden, die nach (668) Dora benannt ist. Nach der SMASS-Klassifikation (Small Main-Belt Asteroid Spectroscopic Survey) wurde bei einer spektroskopischen Untersuchung von Gianluca Masi, Sergio Foglia und Richard P. Binzel bei (8777) Torquata von einer hellen Oberfläche ausgegangen, es könnte sich also, grob gesehen, um einen S-Asteroiden handeln.
(8777) Torquata wurde am 2. Februar 1999 nach dem Schwarzkehlchen benannt, dessen wissenschaftlicher Name (Saxicola torquata) lautet. Zum Zeitpunkt der Benennung des Asteroiden befand sich das Schwarzkehlchen auf der niederländischen Roten Liste gefährdeter Vogelarten. Der Krater Torquata auf dem Asteroiden (4) Vesta hingegen wurde am 21. November 2012 nach der Vestalin Iunia Torquata benannt.